# Fernando Arrabal
Fernando Arrabal Terán (Melilla, 11 de agosto de 1932) es un dramaturgo, poeta, novelista, cineasta y creador plástico español radicado en París desde 1955. Con Alejandro Jodorowsky y Roland Topor fundó en 1962 el movimiento Pánico. Amigo de Marcel Duchamp, Samuel Beckett, Eugène Ionesco, Tristan Tzara y Andy Warhol, pasó tres años en el grupo surrealista de París con André Breton a la cabeza, por lo que Mel Gussow lo consideró el único superviviente de los «cuatro avatares de la modernidad» (dadaísmo, surrealismo, Pánico y patafísica). Forma parte del Colegio de Patafísica como sátrapa patafísico.

## Biografía

### Infancia (1932-1946)
Fernando Arrabal Terán es hijo del teniente Fernando Arrabal Ruiz y de Carmen Terán González. El 17 de julio de 1936, durante el golpe de Estado que provocó la guerra civil española, el padre de Fernando Arrabal se mantuvo fiel a la República por lo que los rebeldes lo condenaron a muerte. La pena fue posteriormente conmutada por treinta años de prisión. Fernando Arrabal (padre) pasó por las prisiones de Sancti Spiritus de Melilla, Monte Hacho, en Ceuta (donde intentó suicidarse), Ciudad Rodrigo y Burgos, hasta que el 4 de diciembre de 1941 fue trasladado al Hospital de Burgos por una supuesta enfermedad mental. Investigaciones posteriores sugieren que la enfermedad fue fingida para conseguir un traslado a un lugar menos vigilado. El 29 de diciembre de 1942 Fernando Arrabal (padre) se fugó del hospital en pijama y con un metro de nieve en los campos. Jamás se volvió a tener ninguna noticia sobre él, a pesar de las búsquedas minuciosas que se realizaron con posterioridad.
Arrabal ha escrito:

Sin comparar lo incomparable. Ante estas cosas de ocaso (y sin que venga a cuento en muchos casos) suelo pensar en un chivo expiatorio: mi padre. El día que comenzó la incivil guerra civil fue encerrado, solo, por sus solícitos compañeros, en el cuarto de banderas de un cuartel de Melilla; para que se lo pensara, pues arriesgaba ser condenado a muerte por rebelión militar si no se adhería al ‹alzamiento›. Una hora después el teniente Fernando Arrabal llamó a sus ex compañeros ¡ya! para decirles que no necesitaba reflexionar más. Gracias a ello hoy... me toca ser testigo, ejemplo o símbolo, como él, ¿de lo más trascendente de lo que sucede? Yo que sólo soy un desterrado. Si se me saca de mis idolatradas cifras, lo que me rodea me lleva a la confusión (‹hélas!’›) y al desconcierto ¡y sin orden! No quiero ser un chivo expiatorio como lo fue mi padre, sólo quiero expirar vivo, cuando Pan quiera.

Mientras tanto, la madre de Arrabal había vuelto en 1936 a Ciudad Rodrigo, donde dejó instalado a Fernando y ella se fue a trabajar a Burgos, por entonces capital de la España sublevada y sede del gobierno de Franco. En 1937 Fernando ingresó al colegio de las Teresianas, hasta que en 1940, finalizada la Guerra Civil, la madre se instaló en Madrid, concretamente en el número 17 de la calle Madera. En 1941 Fernando Arrabal ganó un concurso de «niños superdotados». Estudió en el Colegio de los Escolapios de San Antón y más tarde en los Escolapios de Getafe. En esa época Arrabal comenzó sus lecturas y experiencias, que según él mismo reconoce, le serían muy útiles en su vida.

### Juventud (1947-1967)
En 1947, su madre le obligó a iniciar los cursos preparatorios para el ingreso en la Academia General Militar, pero Arrabal no aprueba el examen de gimnasia en el campo de Vallecas del Atlético de Aviación, por lo que en 1949 fue enviado a Tolosa (Guipúzcoa), donde estudió en la Escuela Teórico-Práctica de la Industria y el Comercio del Papel. Es en esa época, en 1950, cuando Arrabal escribió una serie de obras teatrales. En 1951 comenzó a trabajar en Papelera Española. Se destinó a Valencia, donde terminó el bachillerato, y luego a Madrid, donde en 1952 comenzó a estudiar Derecho. Durante tales años Arrabal frecuentó el Ateneo de Madrid y a los poetas postistas y escribió nuevas versiones de Pic-Nic (entonces llamada Los soldados) y El triciclo (llamada inicialmente Los hombres del triciclo).
En 1954 viajó en 'autoestop' a París para ver la representación de la obra Madre Coraje y sus hijos de Bertolt Brecht que el Berliner Ensemble ofreció en el teatro Sarah Bernhardt de la capital francesa. Posteriormente, en Madrid, conoció a la que sería su mujer y traductora al francés, Luce Moreau. En 1955 consiguió una beca de tres meses para estudiar en París, y mientras vivió en el Colegio de España de la Cité Universitaire recayó, esta vez gravemente, enfermo de tuberculosis. Arrabal siempre ha considerado esta enfermedad como una «desgraciada suerte» que le permitió instalarse definitivamente en su verdadera patria, la de Kundera y Vives, San Ignacio y Picasso. En 1962, en París, fundó junto a Alejandro Jodorowsky y Roland Topor el Movimiento Pánico.
Fue procesado bajo el régimen franquista y encarcelado en 1967 por blasfemia y ultraje a la nación española, por una dedicatoria en un libro. Juzgado en septiembre de ese año, finalmente fue absuelto por haber escrito bajo fuerte medicación y alcohol. Durante el proceso contó con la solidaridad de una parte considerable de los escritores de la época, desde François Mauriac hasta Arthur Miller así como del requerimiento del dramaturgo irlandés Samuel Beckett, que declaró: «Si hay una falta, que sea vista a la luz del gran mérito de ayer y de la gran promesa para mañana y por eso que sea perdonada». Contó también con el apoyo de escritores españoles, de la oposición antifranquista en unos casos, e incluso en otros cercanos al régimen como Pedro Laín Entralgo o Camilo José Cela.

### Madurez
Desde mediados de los años setenta, alcanzó un verdadero reconocimiento en su país natal. Su Carta al general Franco tuvo especial repercusión, publicada en vida del dictador. Figuró, a la muerte de Franco, en el grupo de los cinco españoles más peligrosos con Santiago Carrillo, Dolores Ibárruri La Pasionaria, Enrique Líster y Valentín González El Campesino.[cita requerida] Algunas de sus piezas conocieron una acogida constante durante años como Carta de amor con María Jesús Valdés en el Teatro Nacional.
Se ha ganado fama de provocador. En la madrugada del 5 de octubre de 1989, intervino como contertulio en el programa de La Primera de TVE El mundo por montera, presentado por Fernando Sánchez Dragó, que ese día trataba el tema del milenarismo. Arrabal, visiblemente bajo los efectos del alcohol y apenas capaz de articular su discurso, pasó la mayor parte del programa deambulando por el plató mientras divagaba e interrumpía a los demás tertulianos, llegando a sentarse varias veces en la mesa del debate y casi cayendo al suelo otras tantas. Al día siguiente, el Consejo de Informativos de TVE aprobó apartar a Arrabal de la cadena pública durante un mes, así como repetir el debate sin la presencia de Arrabal unos días después.[cita requerida]
Desde el año 2002, Arrabal y Charansonnet han colaborado mutuamente en diversos proyectos artísticos como la Carta de Amor (Teatro Hermitage de San Petersburgo) o la reposición oficial del Arquitecto y el Emperador de Asiria cuarenta años después de su estreno. En el 2010 Fernando Arrabal protagonizó el largometraje Regression, creado y dirigido por Joan Frank Charansonnet.

## Obra
Ha dirigido siete largometrajes. Ha publicado numerosos libros de poesía, junto con trece novelas, varios textos para teatro y varios ensayos, entre los que destacan sus libros sobre ajedrez. Sus novelas han sido traducidas a numerosos idiomas. 

### Narrativa
Con sus novelas ha ganado en 1982 el Premio Nadal y el Nabokov International.
- Baal Babilonia (1959), ed. Julliard, París; Destino, Barcelona, 1977
- El entierro de la sardina,  ed. Julliard, París, 1960; Barcelona, Destino, 1984
- Fêtes et rites de la confusion (Arrabal celebrando la ceremonia de la confusión), ed. Losfeld, París, 1960; Barcelona, Destino, 1983
- La torre herida por el rayo, Barcelona, Destino, 1983
- La piedra iluminada (La Reverdie), ed. Christian Bourgois, París, 1971; Barcelona, Destino, 1983
- La virgen roja, Barcelona, Seix Barral, 1987
- La hija de King Kong, Barcelona, Seix Barral, 1988
- La extravagante cruzada de un castrado enamorado, Barcelona, Seix Barral, 1990
- La matarife en el invernadero (La tueuse du jardin d'hiver), prólogo de Milán Kundera, Libros del innombrable, Zaragoza, 1993; ed. Écriture, París, 1994
- El Mono, Planeta, Barcelona, 1994
- Levitación (Le funambule de Dieu), Barcelona, Seix Barral, 1997, ed. Écriture, París, 1998
- Ceremonia por un teniente abandonado (Porté disparu), Espasa, Madrid 1998; ed. Plon, París, 2000
- Champagne pour tous, Libros del innombrable, Zaragoza y ed. Stock, París, 2002
- Como un paraíso de locos, Bruguera, Barcelona, 2008[8]
- El circunspecto, Reino de Cordelia, Madrid, 2016.[9]

### Obra poética
Entre sus libros se incluyen:
- 1963 La pierre de la folie [La piedra de la locura]
- 1985 Humbles paradis [Mis humildes paraísos]
- 1993 Liberté couleur de femme ou Adieu Babylone, poema cinematográfico (Ed. Rougerie, Mortemart)
- 1997 Lettres à Julius Baltazar (Ed. Rougerie, Mortemart)
- 1997 Diez poemas pánicos y un cuento (Amphora Nova)

Hacia mayo de 2016 se publicarán en España sus poesìas completas reunidas en un solo volumen titulado Credo quia confusum (Huerga y Fierro editores). Prólogo de Raúl Herrero.

### Libros de artista
Arrabal ha publicado también libros de artista con Salvador Dalí, René Magritte, Roland Topor, Enrico Baj, Antonio Saura, Gustavo Charif, Yue Minjun, Alekos Fassianos, entre otros, entre los que destacan:
- 1975 L'odeur de Sainteté, con Antonio Saura (Ed. Yves Rivière, París).
- 1980 Cinq sonnets, eaux-fortes, con Julius Balthazar (Ed. André Biren, París).
- 1991 Sous le flux libertin, con Jean Cortot (Ed. Robert y Lydie Dutrou, París).
- 2004 Triptyque, con Catherine Millet y Michel Houellebecq (Ed. Menú, Cuenca).
- 2008 Clitoris, poema con 56 traducciones (como la versión checa de Milán Kundera).

### Obra dramática
Ha escrito numerosas obras de teatro, entre las que se incluyen:
- Picnic (1952)
- El triciclo (1953)
- Fando y Lis (1955)
- Oración (1957)
- El cementerio de automóviles (1958)
- La primera comunión (1958)
- Guernica (1959)
- La bicicleta del condenado (1959)
- El gran ceremonial (1963)
- El arquitecto y el emperador de Asiria (1966)
- El jardín de las delicias (1967)
- El laberinto (1967)
- Bestialidad erótica (1968)
- El cielo y la mierda (1972)
- Jóvenes bárbaros de hoy
- ...Y pusieron esposas a las flores
- La tour de Babel
- Inquisición
- Carta de amor (como un suplicio chino)
- La noche también es un sol
- Delicias de la carne
- Dalí versus Picasso

Su teatro completo ha sido publicado en dos volúmenes, que suman más de dos mil páginas, en la colección «Clásicos Castellanos» de la editorial 
Espasa (edición e introducción de Francisco Torres Monreal) en 1997, actualizada en 2009.
Arrabal ha obtenido dos Premios nacionales de teatro y es el dramaturgo más representado actualmente.

Fernando Arrabal es el autor de un teatro genial, brutal, sorprendente y gozosamente provocador. Un potlatch dramatúrgico donde la chatarra de nuestras sociedades «avanzadas» se carboniza en la pista festiva de una revolución permanente. Hereda la lucidez de un Kafka y el humor de un Jarry; por su violencia se emparenta con Sade o con Artaud. Pero es probablemente el único en haber llevado tan lejos la irrisión. Gozosamente lúdica, rebelde y bohemia, su obra es el síndrome de nuestra época de alambradas: una forma de mantenerse alerta.
Dictionnaire des littératures (Éditions Bordas)

### Obra cinematográfica
Fernando Arrabal (premio Pasolini de cine) ha realizado siete largometrajes como director.
Para todas sus películas Arrabal escribió también los guiones:
- 1971 Viva la muerte coproducción Isabel-Films (Paris) y S.A.T.P.E.C. (Tunis), con Nuria Espert, Ivan Henriques y Anouk Ferjac.
- 1972 J'irai comme un cheval fou (Iré como un caballo loco) producido por la S.G.P.-Babylone Films, con Emmanuelle Riva, Hachemi Marzouk y George Shannon.
- 1975 El árbol de Guernica producido por C.V.C. Communication, con Mariangela Melato y Ron Faber.
- 1980 L'odyssée de la Pacific (La odisea de la Pacífico o El emperador del Perú) producido por Babylone Films, con Mickey Rooney y Monique Leclerc.
- 1981 Le cimetière des voitures (El cementerio de automóviles) coproducción Antenne 2 y Babylone Films, con Alain Bashung y Juliette Berto.
- 1992 Adieu, Babylone! producción Antenne 2 -Cinecim, con Lélia Fischer y Spike Lee.
- 1998 Jorge Luis Borges (Una vida de poesía) producción Aphaville/Spirali (Italie), con Lélia Fischer y Alessandro Atti.

Arrabal ha realizado tres cortometrajes:
- 1978 Sang et or (Sangre y oro) 1978. Une producción "Antenne 2" con Edgar Rock y Josua Watsky.
- 1990 Echecs et Mythe (Ajedrez y mito) 1990 .Une producción "Antenne 2" con Joël Lautier, Roland Topor, Julie Delpy y Gabriel Matzneff.
- 1991 New York, New York! (La guerra del Golfo) 1991 . Une producción "Antenne 2" con Tom O'Horgan, Melvin Van Peebles y Tom Bishop.

### Óperas
«Solo se han realizado cinco de mis libretos para óperas y siempre fueron tan complejos como poco acomplejados»:
- Apokaliptika, con música de Milko Kelemen (1979).
- L’opéra de la Bastille, con Marcel Landowski.
- Guernica, con Otfried Büsing (1996).
- Picknick im Felde, con Constantinos Stylianou (2009).
- Faustball, con música de Leonardo Balada (2009).

«[...] únicamente he dirigido, en octubre de 1985 y en la Ópera Real de Bélgica, dos óperas (La vida breve de Falla y Goyescas de Granados). Por cierto, en aquellas direcciones los miembros de los coros actuaron desnudos pero pánicamente cubiertos con barro para mayor precisión escénica».

### Pintura
- Fernando Arrabal ha dicho a menudo que es “un pintor frustrado”. En su propia familia, además de su padre, destacan Ángel (1874-1926), Carmen, Lélia, y sobre todo Julio Arrabal “un gran retratista al óleo", según el escritor. En sus pocas excursiones artísticas ha pintado medio centenar de cuadros y realizado un centenar de dibujos, y otro de collages expuestos en museos como Paris Art Center, Bayeux o Carlo Borromeo de Milán.

- Su actividad principal en pintura es la de colaborador con pintores. Artistas (desde Luis Arnaiz hasta Rafael G. Crespo) capaces de realizar óleos de gran tamaño a partir de los croquis detallados que les propone.

- El primer cuadro de esta colección de un centenar de óleos (de Luis Arnaiz) fue publicado en 1962 por André Breton en su revista surrealista “La Brèche”.

- En la actualidad colabora muy especialmente con la 'plasticienne/vidéaste' Christèle Jacob con la que ha realizado una decena de vídeos y una serie de fotomontajes como “Los artilleros del ajedrez y de la literatura” inspirado por Henri Rousseau.

### Ensayos
- La dudosa luz del día
- El Greco
- Carta al General Franco. Reeditado en 2009 por Editorial Séneca
- 1984: Carta a Fidel Castro
- Carta a Stalin
- Un esclavo llamado Cervantes
- Goya-Dalí
- Le frénétique du spasme (1991)
- Houellebecq! (2005)
- El Pánico. Manifiesto para el tercer milenio (2007)
- Diccionario pánico (2008)
- Universos arrabalescos (2009)
- Defensa de Kundera (2009)
- El Retorno de los sabios (2013) VV.AA Colab. «Conversación imaginaria entre Ba' al Z'v^uv y Fernando Arrabal. Anexo para Jose Ignacio Carmona Sánchez»

#### Prólogos
- 2016 Toledo: judíos, curiosidades, mitos y encantarias, de José Ignacio Carmona Sánchez (Editorial Dauro)
- 2013 Flhuidos, de César Augusto Cair (ed. Seleer, Málaga)[14]
- 2008 Bestiario de amor, de José Manuel Corredoira Viñuela (Ñaque Editora, Ciudad Real; 2.ª ed. Presses universitaires de Strasbourg, 2018)

#### Ajedrez
Arrabal, gran aficionado al ajedrez, ha escrito:
- Echecs et mythes [¿cuándo?]
- Fêtes et défaites sur l'échiquier [¿cuándo?]
- Les échecs féériques et libertaires [¿cuándo?]
- Bobby Fischer: el rey maldito [¿cuándo?]

## Premios y reconocimientos

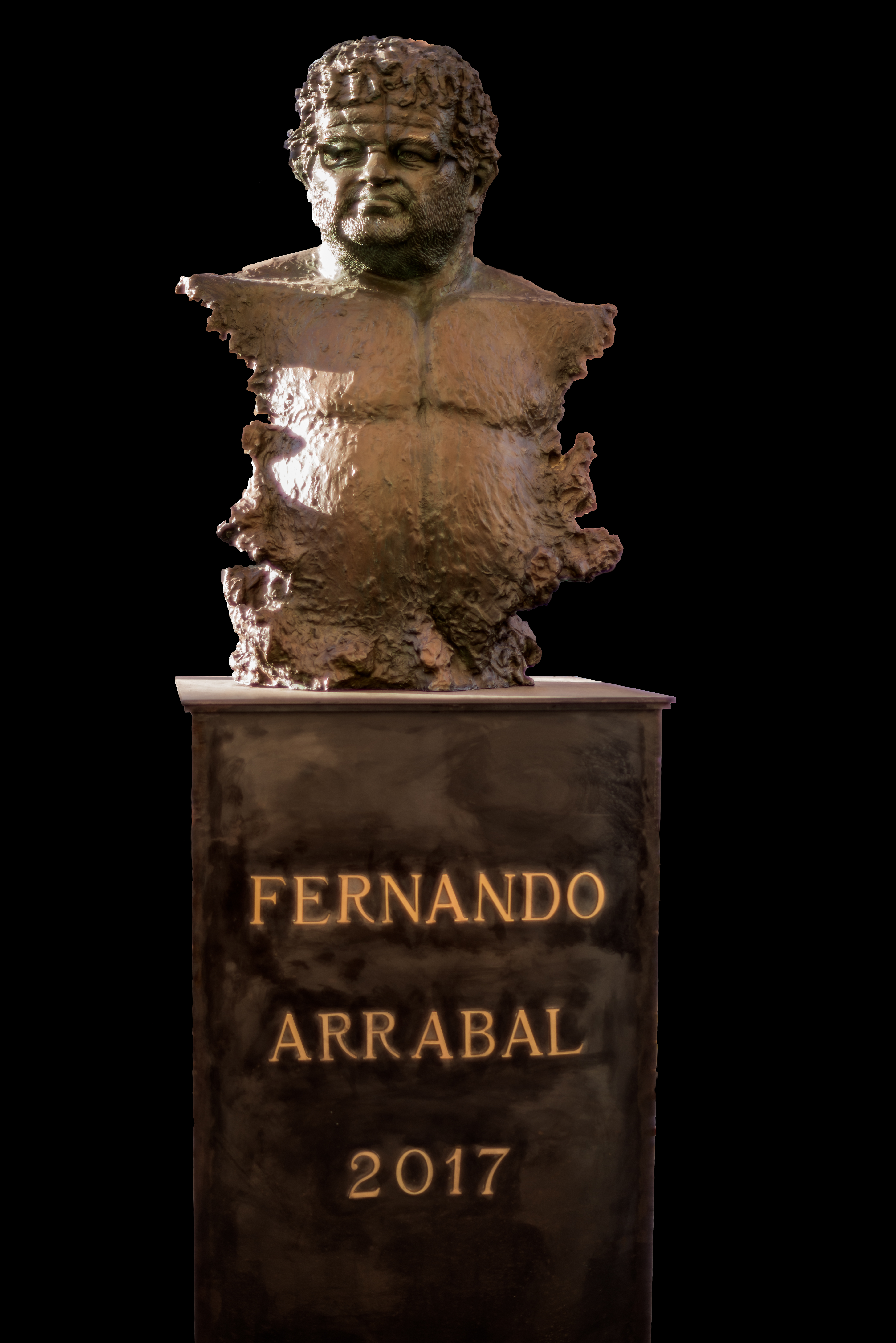
Homenaje a Fernando Arrabal, 1994 (Mustafa Arruf)

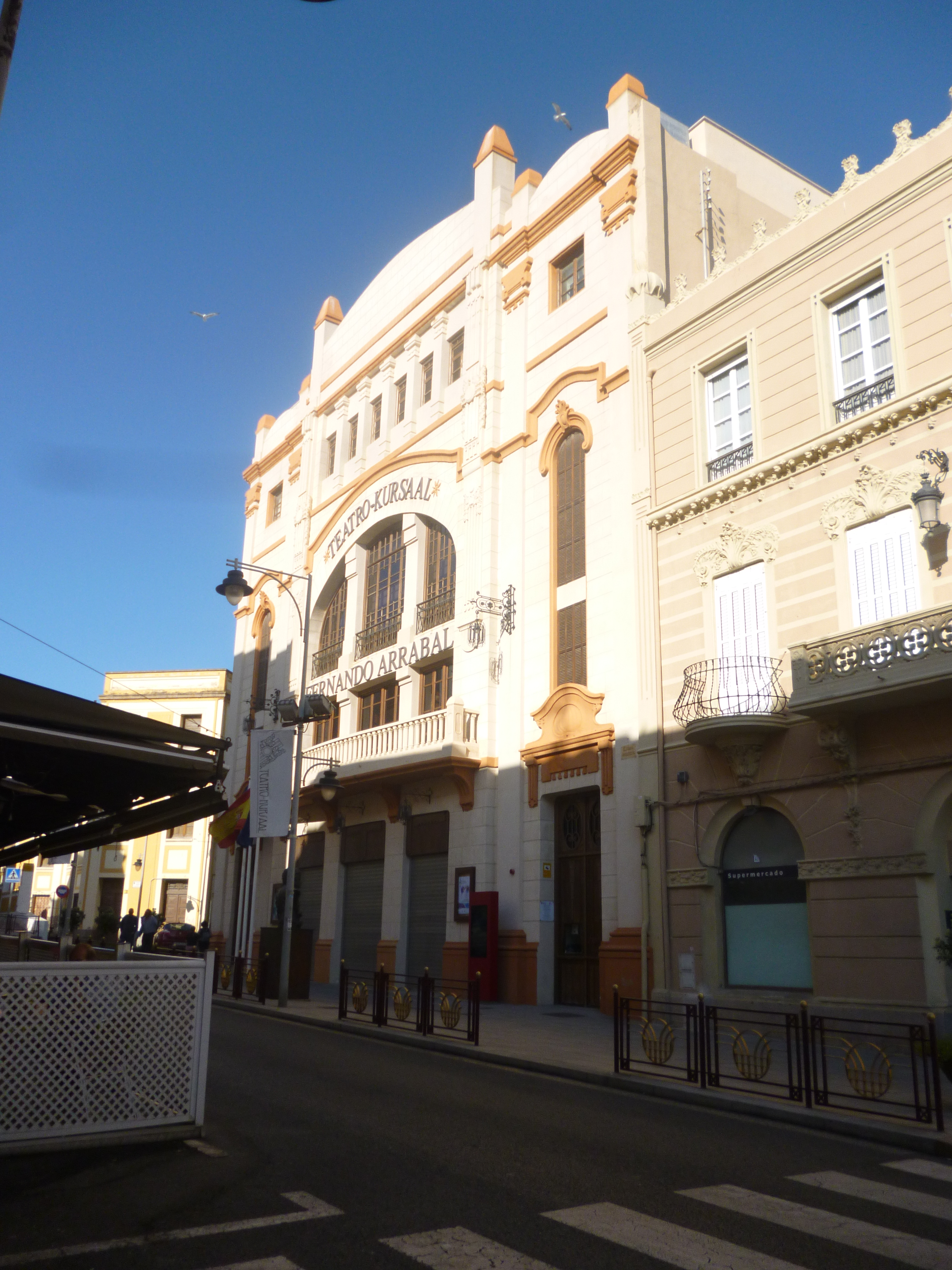
Teatro Kursaal-Fernando Arrabal

A pesar de ser uno de los escritores más controvertidos de su tiempo, ha recibido el aplauso internacional por su obra (Gran Premio de Teatro de la Academia Francesa (1993), el Nabokov de novela, el Espasa de ensayo, el Mariano de Cavia de periodismo, el World's Theater, el Wittgenstein, el Pasolini de Cine, el Alessandro Manzoni de poesía, etc.).
En 2010 el Colegio de Patafísica le ha distinguido con el título de «Sátrapa Trascendente» (equivalente del Nobel para este colegio). Distinción que en este último medio siglo recibieron cuarenta personalidades como Marcel Duchamp, Ionesco, Man Ray, Boris Vian, Dario Fo, Jean Baudrillard y Umberto Eco.
Fue finalista del Premio Cervantes en 2001, con el apoyo de Camilo José Cela. Le Mage[¿quién?] asegura que fue finalista del Nobel 2005,[cita requerida] premio que han solicitado para el autor varias instituciones y personalidades. El 14 de julio de 2005 se le atribuyó la légion d'honneur y en 2007 fue nombrado doctor honoris causa de la Universidad Aristóteles de Salónica.
Obtuvo el premio Mariano de Cavia de periodismo por sus colaboraciones en Generación XXI, La Voz de Miróbriga, l'Express, El Mundo, Village Voice, Exceso, El Innombrable, El País y ABC.
Cyril de La Patellière hizo un busto suyo durante la presentación de una de sus obras en Niza en junio de 1992. Este busto formó parte de una exposición itinerante en Europa bajo el título: Parigi l'avanguardia. En 1994, el escultor Mustafa Arruf hizo un busto de bronce (Homenaje a Fernando Arrabal) en reconocimiento de la ciudad de Melilla a su dilatada y universal proyección como dramaturgo.
El Teatro Kursaal de Melilla pasó a llamarse Teatro Kursaal-Fernando Arrabal en 2017 como homenaje a su trayectoria profesional.
En el año 2019 el Consejo de Ministros aprobó concederle la Gran Cruz de la Orden Civil de Alfonso X el Sabio, por su trayectoria profesional.
Ganó el Premio Castilla y León de las Letras (2023) por ser «autor de una obra dilatada y mundialmente reconocida que bebe de las fuentes del surrealismo para evolucionar hacia un estilo singular e irrepetible que el propio autor quiso bautizar como Movimiento Pánico».
Se le concedió el Premio Zenda de Honor 2023-2024 por ser «uno de los creadores más extraños y heterodoxos de los últimos 70 años en el contexto del español». Además, se destacó que «continúa siendo uno de los dramaturgos más representados del mundo» y que «es una figura clave para entender la literatura».
En junio de 2025, el Consejo de Ministros el concedió la Gran Cruz de la Orden de Isabel la Católica.